# 3+2 (fehérorosz együttes)
A 3+2 egy fehérorosz együttes, amely Fehéroroszországot képviselte az Oslóban rendezendő 2010-es Eurovíziós Dalfesztiválon a Butterflies (magyarul Pillangók) című dallal.
Az együttes neve a tagokra vonatkozik. A három frontember Julija Sisko, Artem Mihalenko és Jehiazar Farasja, a két háttérénekes pedig Alenyi és Ninyel Karpovics.
A fehérorosz közszolgálati televízió 2010. február 25-én jelentette be az együttest, mint fehérorosz indulót. Az eredetileg kiválasztott Far Away című dal helyett március 19-én jelentették be a végleges versenydalt. A dalversenyen sikerült a döntőbe jutniuk – ez mindössze másodszor sikerült fehérorosz indulónak –, ott azonban nem sikerült megismételniük a sikert és a huszonnegyedik helyen zártak.